# Třída Chester
Třída Chester byla třída průzkumných křižníků námořnictva Spojených států amerických. Celkem byly postaveny tři jednotky této třídy. Ve službě byly v letech 1908–1921. Křižníky USS Chester a USS Salem byly prvními americkými válečnými loděmi s turbínovým pohonem.

## Stavba
Stavba tři průzkumných křižníků byla autorizována roku 1904. Jejich kýly byly založeny v letech 1920–1921 v amerických loděnicích Bath Iron Works v Bathu a Fore River Shipyard v Quincy. Do služby byly přijaty roku 1908.
Jednotky třídy Chester:
| Jméno                 | Loděnice            | Založení kýlu | Spuštěna          | Vstup do služby | Poznámka      |
| --------------------- | ------------------- | ------------- | ----------------- | --------------- | ------------- |
| USS Chester (CL-1)    | Bath Iron Works     | 1905          | 26. června 1907   | 25. dubna 1908  | Vyřazen 1921. |
| USS Birmingham (CL-2) | Fore River Shipyard | 1905          | 29. května 1907   | 11. dubna 1908  | Vyřazen 1923. |
| USS Salem (CL-3)      | Fore River Shipyard | 1905          | 27. července 1907 | 1. srpna 1908   | Vyřazen 1921. |

## Konstrukce

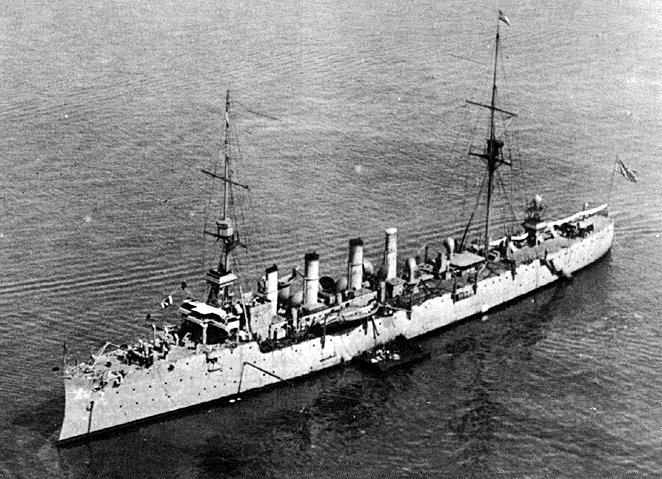
USS Salem (CL-3)

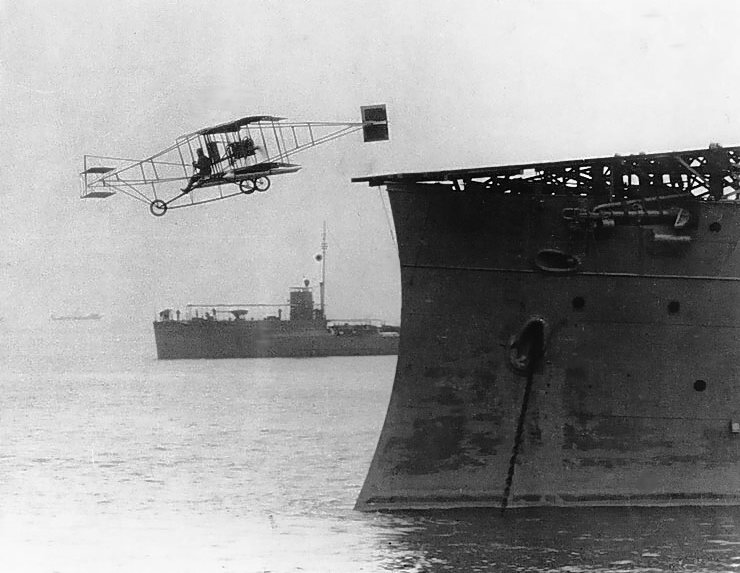
První start letadla z paluby válečné lodě proběhl na křižníku USS Birmingham (CL-2)

Křižníky byly lehce pancéřovány. Pohonný systém kryk 51mm pancéřový pás a některá další místa 38mm silný pás. Doplňovala je až 25 mm silná paluba. Byly slabě vyzbrojeny dvěma 127mm kanóny, šesti 76mm kanónů a dvěma 533mm torpédomety. Pohonný systém měl výkon 16 000 hp. Mezi jednotlivými plavidly však byly odlišnosti. Chester byl vybaven 12 kotli Normand a turbínami Parsons, které poháněly čtyři lodní šrouby. Dosahoval rychlosti až 24 uzlů. Dosah byl 3850 námořních mil při rychlosti 18,6 uzlu. Birmingham měl 12 kotlů Fore River a dva parní stroje s trojnásobnou expanzí, pohánějící dva lodní šrouby. Nejvyšší rychlost dosahovala 22,4 uzlu a dosah 4150 námořních mil. Salem měl 12 kotlů Fore River a turbíny Curtis pohánějící dva lodní šrouby. Nejvyšší rychlost byla 24 uzlů a dosah 3300 námořních mil. Kvůli problémům s pohonem byly stávající turbíny křižníku Salem v letech 1917–1918 nahrazeny novými turbínami General Electric o výkonu 20 000 shp.

## Služba
Dne 14. listopadu 1910 provedl Eugene Ely s letounem Hudson Flyer první úspěšný vzlet z provizorní dřevěné rampy na palubě křižníku USS Birmingham kotvícího v zátoce Hampton Roads ve Virginii.